# Ingeniería de elevación
La ingeniería de elevación es la rama de la ingeniería que estudia, diseña y ejecuta las maniobras necesarias para la elevación y posicionamiento de cargas. Se suele reservar este término para cargas de especial dificultad en su posicionamiento, por su peso, dimensiones u otras circunstancias. Este término proviene del inglés lifting engineering, empleado habitualmente como sinónimo de Heavy lifting (izado pesado).
Las maniobras especiales aparecen como complemento de las que se podría llamar maniobras estándar; es decir, el empleo de grúas de cualquier tipo, sin necesidad de desarrollar un estudio o procedimiento específico de maniobra.
Es erróneo el concepto de que maniobra especial es toda aquella que no se hace con una grúa. En ocasiones se puede incluir en el concepto de maniobra especial a aquellas que requieren del empleo de grúas.

## Determinación de factores que justifiquen la ingeniería de elevación

### Factores
Dentro de los factores técnicos se encuentra, como primero y más básico, la imposibilidad de emplear medios estándar. En ocasiones, las cargas son tan elevadas que no hay disponible maquinaria estándar que permita realizar los movimientos, y hay que diseñar equipos a medida.
También es posible que sea necesaria una precisión elevada en los movimientos. En este aspecto destaca el empleo de gatos de cable monitorizados en tiempo real (precisión del orden del milímetro).
Determinadas piezas a mover son especialmente delicadas o presentan particularidades en su comportamiento estructural, que obligan al desarrollo de una maniobra especial.
Otras veces es la zona de trabajo la que requiere el desarrollo de estas maniobras, bien por no disponer de espacio para emplazar medios estándar (en el interior de edificios, por ejemplo), bien porque la capacidad portante del terreno sea baja, etc.
Los factores técnicos pueden resumirse en:
- Movimiento de grandes cargas.
- Requerida elevada precisión en el ajuste de la pieza.
- Particularidades de la pieza.
- Particularidades de la zona de trabajo (interferencias, obstáculos, capacidad portante del terreno).
- Otros factores técnicos menos frecuentes (temperatura de la zona de trabajo, climatología, presencia de mareas; tiempo disponible, como por ejemplo en una línea férrea en explotación, etc.).

### Factores económicos
Las maniobras realizadas por ingeniería de elevación no suelen ser “competencia” de las maniobras estándar, por factores económicos. Realmente ambos procedimientos de trabajo se complementan. En cualquier caso, la teoría de que “si se puede hacer con medios estándar, es más económico con medios estándar”, no siempre es correcta, y su aplicación ciega puede dar lugar a cometer importantes errores. En unas ocasiones serán más económicas las maniobras especiales y en otras las estándar.
Por ejemplo, si se desea montar un solo reactor petroquímico muy pesado, el montaje con mástiles de izado y gatos de cable compite directamente con el montaje mediante grúas. Incluso menores pesos también pueden competir económicamente. Si en lugar de uno, son más reactores, es más probable que resulte favorable el empleo de grúas.
Como resumen, podemos afirmar que, para tomar una decisión correcta deben analizarse todas las opciones, sin prejuicios o sesgos que puedan provocar errores en la toma de decisiones.

### Factores relacionados con la seguridad
El tratamiento de la seguridad, como factor que decanta la decisión de realizar una maniobra especial, requiere una adecuada atención. En teoría, ambos procedimientos (el estándar y el especial), si se hacen bien, deben ser seguros. Del mismo modo, ambos procedimientos presentan sus riesgos.
Por tanto, ninguno de estos procedimientos es intrínsecamente seguro o inseguro. Serán factores externos de seguridad los que habitualmente influyan en la decisión y harán más adecuado un procedimiento u otro.
Lo verdaderamente importante en ambos casos es que, tanto si la maniobra es estándar como si es una maniobra especial, el contratista deberá ser solvente desde este punto de vista. Suele ayudar que los equipos sean modernos, y en todos los casos deberá exigírsele la certificación, por entidades externas, de sus equipos críticos (gatos de cable normalmente).